# 広島県道365号戸崎下組線
広島県道365号戸崎下組線（ひろしまけんどう365ごう とざきしもぐみせん）は、広島県尾道市を通る一般県道である。

## 概要
尾道市浦崎町内を通る。
起点付近にある戸崎港からは向島東岸の歌港（尾道市向東町）へ渡るフェリーボートが出ている。瀬戸内しまなみ海道を自転車で巡る場合、尾道大橋は歩道が狭く、新尾道大橋は歩道がないためこの船便の利用を勧める看板が出ているがあまり利用されていない。
本路線の前半部分は一応本土（本州）とは幅数mの水路で隔てられているために島になっている戸崎地区の北岸部を走るが、戸崎港へ自動車で行ける道は実は本路線しかない。戸崎地区の南岸部にも道（尾道市道）はあるが、あと数百mで島内一周というところで自動車の通行ができない道になるからである。戸崎東端部にある分岐点にはその旨を記した看板・標識はないので注意が必要である。

### 路線データ
- 起点：尾道市浦崎町（戸崎港）
- 終点：尾道市浦崎町（広島県道389号草深古市松永線交点）
- 総延長：5.0 km

## 歴史
- 1972年（昭和47年）11月24日 - 広島県告示第983号により認定される。

前身は尾道市道。現行県道番号体制になって初めて認定された路線の一つである。

## 路線状況

### 道路施設

#### 橋梁
- 満越橋（尾道市）

## 地理

### 通過する自治体
- 尾道市

### 交差する道路
| 交差する道路                | 交差する場所 | 交差する場所 |
| --------------------------- | ------------ | ------------ |
| 広島県道389号草深古市松永線 | 浦崎町       | 終点         |

### 沿線
- 戸崎港
- 尾道市役所 浦崎支所